# 2101 Adônis
2101 Adônis, descoberto a 12 de fevereiro de 1936 por Eugène Joseph Delporte em Uccle, é considerado um asteroide Apolo. Estima-se que tenha um diâmetro de aproximadamente 0,3 km.
Este asteroide recebeu este nome em homenagem ao personagem Adónis da mitologia grega.